# Tour de Romandie 2021
Die Tour de Romandie 2021 war die 74. Austragung des Schweizer Etappenrennens. Das Radrennen fand vom 27. April bis zum 2. Mai im Rahmen von sechs Etappen statt und war Teil der UCI WorldTour 2021.
Gesamtsieger wurde Geraint Thomas (Ineos Grenadiers) vor seinem Teamkollegen Richie Porte und Fausto Masnada (Deceuninck-Quick-Step). Sonny Colbrelli (Bahrain Victorious) gewann die Punktewertung und Kobe Goossens (Lotto Soudal) die Bergwertung. Die Nachwuchswertung ging an Thymen Arensman (Team DSM). Die Teamwertung sicherten sich die Ineos Greandiers.

## Streckenführung
Insgesamt legten die Fahrer in den sechs Etappen 687 Kilometer zurück. Es standen eine hüglige und zwei gebirgige Etappen, eine Bergankunft sowie zwei Einzelzeitfahren auf dem Programm. Die Strecke führte von Oron aus quer durch die Romandie. Dabei wurden der Jura, der Neuenburgersee und die Alpen passiert. Die Rundfahrt endete mit einem Einzelzeitfahren in Fribourg. Der höchste Punkt der Rundfahrt war die Zielankunft in Thyon 2000 auf 2090 m Seehöhe.
| Etappe         | Datum              | Strecke                     | Typ                 | km    |
| -------------- | ------------------ | --------------------------- | ------------------- | ----- |
| Prolog         | Di, 27. April 2021 | Oron – Oron                 | Einzelzeitfahren    | 4     |
| 1              | Mi, 28. April 2021 | Aigle – Martigny            | Mittelgebirgsetappe | 168,1 |
| 2              | Do, 29. April 2021 | La Neuveville – Saint-Imier | Mittelgebirgsetappe | 165,7 |
| 3              | Fr, 30. April 2021 | Estavayer – Estavayer       | Mittelgebirgsetappe | 168,7 |
| 4              | Sa, 1. Mai 2021    | Sion – Thyon 2000           | Hochgebirgsetappe   | 161,3 |
| 5              | So, 2. Mai 2021    | Fribourg – Fribourg         | Einzelzeitfahren    | 19,2  |
| Gesamtdistanz: | Gesamtdistanz:     | Gesamtdistanz:              | Gesamtdistanz:      | 687   |

## Reglement
Im Rahmen der 61. Auflage wurden Trikots für die Gesamtwertung (gelb), Punktewertung (grün), Bergwertung (weiß mit roten Punkten) und Nachwuchswertung (weiß) vergeben. Für die Teamwertung wurden die Zeiten der drei besten Fahrer pro Etappe zusammengezählt. Während der Etappen gab es die Möglichkeit, Zeitbonifikationen zu gewinnen, um sich in der Gesamtwertung zu verbessern. Die Vergabe der Sekunden sowie der Punkte für die Punkte- und Bergwertung wird in der folgenden Tabelle erklärt.
|               |                            | 1. | 2. | 3. | 4. | 5. | 6. | 7. | 8. | 9. | 10. | 11. | 12. | 13. | 14. | 15. | Platz    |
| Punktewertung | Zielankunft (Zeitfahren)   | 30 | 25 | 22 | 19 | 17 | 15 | 13 | 11 | 9  | 7   | 6   | 5   | 4   | 3   | 2   | Punkte   |
| Punktewertung | Zielankunft (Bergankunft)  | 30 | 25 | 22 | 19 | 17 | 15 | 13 | 11 | 9  | 7   | 6   | 5   | 4   | 3   | 2   | Punkte   |
| Punktewertung | Zielankunft                | 50 | 30 | 20 | 18 | 16 | 14 | 12 | 10 | 8  | 7   | 6   | 5   | 4   | 3   | 2   | Punkte   |
| Punktewertung | Zwischensprint             | 15 | 10 | 6  |    |    |    |    |    |    |     |     |     |     |     |     | Punkte   |
| Bergwertung   | 1. Kategorie (Bergankunft) | 24 | 16 | 12 | 8  | 4  |    |    |    |    |     |     |     |     |     |     | Punkte   |
| Bergwertung   | 1. Kategorie               | 12 | 8  | 6  | 4  | 2  |    |    |    |    |     |     |     |     |     |     | Punkte   |
| Bergwertung   | 2. Kategorie               | 8  | 6  | 4  | 2  | 1  |    |    |    |    |     |     |     |     |     |     | Punkte   |
| Bergwertung   | 3. Kategorie               | 5  | 3  | 2  | 1  |    |    |    |    |    |     |     |     |     |     |     | Punkte   |
| Bonussekunden | Zielankunft                | 10 | 6  | 4  |    |    |    |    |    |    |     |     |     |     |     |     | Sekunden |

## Teilnehmende Mannschaften und Fahrer
Neben den 19 UCI WorldTeams stand eine Auswahl des Schweizer Nationalteams am Start. Für jedes Team starteten je sieben Fahrer. Von den 140 Fahrern erreichten 120 Fahrer das Ziel.
Als Favoriten galten Geraint Thomas, Richie Porte (beide Ineos Grenadiers), Steven Kruijswijk, Sepp Kuss (Jumbo-Visma), Michael Woods (Israel Start-Up Nation), Marc Soler (Movistar Team) und Ion Izagirre (Astana-Premier Tech). Miguel Ángel López kehrte nach überstandener Covid-19-Erkrankung in das Peloton zurück und bestritt sein erstes Rennen für das Movistar Team.
Aufgrund der hügligen Etappen starteten nur wenige Sprinter. Peter Sagan (Bora-hansgrohe), Sonny Colbrelli (Bahrain Victorious), Dion Smith (Team BikeExchange) und Magnus Cort Nielsen (EF Education-Nippo). In den beiden Zeitfahren galten der amtierende Weltmeister Filippo Ganna, Rohan Dennis (beide Ineos Grenadiers), Stefan Küng (Groupama-FDJ), Stefan Bissegger (EF Education-Nippo), Tony Martin, Jos van Emden (beide Jumbo-Visma) und Rémi Cavagna (Deceuninck-Quick-Step) als Sieganwärter.
| UCI WorldTeams | UCI WorldTeams        | UCI WorldTeams | UCI WorldTeams                    | UCI WorldTeams | UCI WorldTeams    | Nationalteams |
| -------------- | --------------------- | -------------- | --------------------------------- | -------------- | ----------------- | ------------- |
| ACT            | AG2R Citroën Team     | GFC            | Groupama-FDJ                      | DSM            | Team DSM          | Schweiz       |
| APT            | Astana-Premier Tech   | IGD            | Ineos Grenadiers                  | TJV            | Jumbo-Visma       |               |
| TBV            | Bahrain-Victorious    | TCS            | Intermaché-Wanty-Gobert Matériaux | TQA            | Qhubeka Assos     |               |
| BOH            | Bora-hansgrohe        | ISN            | Israel Start-Up Nation            | TFS            | Trek-Segafredo    |               |
| COF            | Cofidis               | LTS            | Lotto Soudal                      | UAD            | UAE Team Emirates |               |
| DQT            | Deceuninck-Quick-Step | MOV            | Movistar Team                     |                |                   |               |
| EFN            | EF Education-Nippo    | BEX            | Team BikeExchange                 |                |                   |               |

## Rennverlauf und Ergebnisse
Im Prolog setzte sich Rohan Dennis (Ineos Grenadiers) vor seinen Teamkollegen Geraint Thomas und Richie Porte durch.
Die erste Etappe gewann Peter Sagan (Bora-hansgrohe) in einem Massensprint vor Sonny Colbrelli (Bahrain Victorious) und Patrick Bevin (Israel Start-Up Nation). Rohan Dennis behielt die Gesamtführung mit einem Vorsprung von neun Sekunden auf seine beiden Teamkollegen.
Die zweite Etappe endete in einem Sprint aus einer etwa 40 Fahrer umfassenden Gruppe. In Abwesenheit von Peter Sagan gewann Sonny Colbrelli vor Patrick Bevin und Marc Hirschi (UAE Team Emirates). In der Gesamtwertung kam es zu keinen großen Veränderungen.
Auf der dritten Etappe übernahm Marc Soler (Movistar Team) die Gesamtführung. Der Spanier griff auf dem letzten Anstieg rund 10 Kilometer vor dem Ziel an und gewann die Etappe mit einem Vorsprung von 22 Sekunden. Die Etappe wurde von starkem Regen und kalten Temperaturen geprägt. Rohan Dennis kam zu Sturz und beendete die Etappe gemeinsam mit Steven Kruijswijk (Jumbo-Visma) und Miguel Ángel López (Movistar Team) mit einem Rückstand von fast eineinhalb Minuten. Marc Solers Vorsprung in der Gesamtwertung betrug 14 Sekunden auf Geraint Thomas und Richie Porte.
Auf der vierten Etappe stand die einzige Bergankunft auf dem Programm. Aufgrund des schlechten Wetters startete die Etappe zwei Stunden früher als geplant, da im Zielort in Thyon 2000 mit Schneefall zu rechnen war. Wegen schlechter Sichtverhältnisse wurde das Rennen auf der letzten Abfahrt kurzzeitig neutralisiert. Rund vier Kilometer vor dem Ziel griff Michael Woods (Israel Start-Up Nation) an. Während der Gesamtführende Marc Soler zurückfiel, schloss Geraint Thomas zu dem Kanadier auf. Im Zielsprint stürzte Geraint Thomas, beendete die Etappe auf dem dritten Platz hinter Ben O’Connor (AG2R Citroën Team) und verlor 21 Sekunden auf den Etappensieger Michael Woods, der damit auch die Gesamtwertung übernahm.
Das abschließende Zeitfahren gewann der Franzose Rémi Cavagna (Deceuninck-Quick-Step) vor Stefan Bissegger (EF Edukation-Nippo) und Geraint Thomas, der sich die Gesamtwertung der Rundfahrt sicherte. Michael Woods belegte im Zeitfahren den 28. Rang, verlor über eine Minute auf den Etappensieger und belegte hinter Richie Porte, Fausto Masnada (Deceuninck-Quick-Step) und Marc Soler Platz fünf in der Gesamtwertung.
Prolog: Oron – Oron (4 km)
Der Prolog startete und endete in der Gemeinde Oron. Auf dem letzten Kilometer führte er bergauf zum Schloss Oron.
| Platz | Fahrer           | Nation | Team                  | Zeit                   |
| ----- | ---------------- | ------ | --------------------- | ---------------------- |
| 01.   | Rohan Dennis     | AUS    | Ineos Grenadiers      | 0:05:26 h (44,17 km/h) |
| 02.   | Geraint Thomas   | GBR    | Ineos Grenadiers      | + 0:09 min             |
| 03.   | Richie Porte     | AUS    | Ineos Grenadiers      | "                      |
| 04.   | Rémi Cavagna     | FRA    | Deceuninck-Quick-Step | + 0:11 min             |
| 05.   | Stefan Bissegger | SUI    | EF Edukation-Nippo    | "                      |
| 06.   | Jan Tratnik      | SLO    | Bahrain Victorious    | + 0:13 min             |
| 07.   | Jesús Herrada    | ESP    | Cofidis               | + 0:14 min             |
| 08.   | Marc Hirschi     | SUI    | UAE Team Emirates     | + 0:15 min             |
| 09.   | Mattia Cattaneo  | ITA    | Deceuninck-Quick-Step | "                      |
| 09.   | Filippo Ganna    | ITA    | Ineos Grenadiers      | "                      |

| Platz | Fahrer           | Nation | Team                  | Zeit       |
| ----- | ---------------- | ------ | --------------------- | ---------- |
| 01.   | Rohan Dennis     | AUS    | Ineos Grenadiers      | 0:05:26 h  |
| 02.   | Geraint Thomas   | GBR    | Ineos Grenadiers      | + 0:09 min |
| 03.   | Richie Porte     | AUS    | Ineos Grenadiers      | "          |
| 04.   | Rémi Cavagna     | FRA    | Deceuninck-Quick-Step | + 0:11 min |
| 05.   | Stefan Bissegger | SUI    | EF Edukation-Nippo    | "          |
| 06.   | Jan Tratnik      | SLO    | Bahrain Victorious    | + 0:13 min |
| 07.   | Jesús Herrada    | ESP    | Cofidis               | + 0:14 min |
| 08.   | Marc Hirschi     | SUI    | UAE Team Emirates     | + 0:15 min |
| 09.   | Mattia Cattaneo  | ITA    | Deceuninck-Quick-Step | "          |
| 10.   | Filippo Ganna    | ITA    | Ineos Grenadiers      | "          |

Etappe 1: Aigle – Martigny (168,1 km)
Die erste Etappe startete in Aigle, wo sich der Sitz der Union Cycliste Internationale (UCI) befindet, und endete in Martigny. Die beiden Städte hätten im Vorjahr die UCI-Straßen-Weltmeisterschaften austragen sollen. Aufgrund der COVID-19-Pandemie wurde die WM 2020 jedoch nach Imola verschoben.
Nach einer Bergwertung der 3. Kategorie folgte ein Rundkurs, der vier Mal befahren werden musste. Pro Runde standen zwei Bergwertungen der 3. Kategorie auf dem Programm. Zusätzlich wurde auf den Runden zwei und drei ein Zwischensprint ausgetragen.
| Platz | Fahrer              | Nation | Team                               | Zeit                   |
| ----- | ------------------- | ------ | ---------------------------------- | ---------------------- |
| 01.   | Peter Sagan         | SVK    | Bora-hansgrohe                     | 4:12:40 h (39,92 km/h) |
| 02.   | Sonny Colbrelli     | ITA    | Bahrain Victorious                 | "                      |
| 03.   | Patrick Bevin       | NZL    | Israel Start-Up Nation             | "                      |
| 04.   | Andrea Pasqualon    | ITA    | Intermarché-Wanty-Gobert Matériaux | "                      |
| 05.   | Alessandro Covi     | ITA    | UAE Team Emirates                  | "                      |
| 06.   | Magnus Cort Nielsen | DEN    | EF Edukation-Nippo                 | "                      |
| 07.   | Dion Smith          | NZL    | Team BikeExchange                  | "                      |
| 08.   | Clément Venturini   | FRA    | AG2R Citroën Team                  | "                      |
| 09.   | Mattia Cattaneo     | ITA    | Deceuninck-Quick-Step              | "                      |
| 10.   | Jacopo Mosca        | ITA    | Trek-Segafredo                     | "                      |

| Platz | Fahrer          | Nation | Team                   | Zeit       |
| ----- | --------------- | ------ | ---------------------- | ---------- |
| 01.   | Rohan Dennis    | AUS    | Ineos Grenadiers       | 4:18:02 h  |
| 02.   | Geraint Thomas  | GBR    | Ineos Grenadiers       | + 0:09 min |
| 03.   | Richie Porte    | AUS    | Ineos Grenadiers       | "          |
| 04.   | Rémi Cavagna    | FRA    | Deceuninck-Quick-Step  | + 0:11 min |
| 05.   | Peter Sagan     | SVK    | Bora-hansgrohe         | + 0:12 min |
| 06.   | Jan Tratnik     | SLO    | Bahrain Victorious     | + 0:13 min |
| 07.   | Patrick Bevin   | NZL    | Israel Start-Up Nation | + 0:14 min |
| 08.   | Jesús Herrada   | ESP    | Cofidis                | "          |
| 09.   | Marc Hirschi    | SUI    | UAE Team Emirates      | + 0:15 min |
| 10.   | Mattia Cattaneo | ITA    | Deceuninck-Quick-Step  | "          |

Etappe 2: La Neuveville – Saint-Imier (165,7 km)
Die zweite Etappe startete in La Neuveville und endete in Saint-Imier. Auf der gebirgigen Etappe durch den Jura standen fünf Bergwertungen der 2. Kategorie auf dem Programm. 17,2 Kilometer vor dem Ziel wurde mit dem Vue des Alpes (1283 m) ein Pass der 1. Kategorie überquert. Im Rahmen der Etappe wurden auch zwei Zwischensprintwertungen ausgetragen.
| Platz | Fahrer              | Nation | Team                   | Zeit                   |
| ----- | ------------------- | ------ | ---------------------- | ---------------------- |
| 01.   | Sonny Colbrelli     | ITA    | Bahrain Victorious     | 4:21:42 h (37,99 km/h) |
| 02.   | Patrick Bevin       | NZL    | Israel Start-Up Nation | "                      |
| 03.   | Marc Hirschi        | SUI    | UAE Team Emirates      | "                      |
| 04.   | Clément Champoussin | FRA    | AG2R Citroën Team      | "                      |
| 05.   | Diego Ulissi        | ITA    | UAE Team Emirates      | "                      |
| 06.   | Wilco Kelderman     | NED    | Bora-hansgrohe         | "                      |
| 07.   | Ilan Van Wilder     | BEL    | Team DSM               | "                      |
| 08.   | Fausto Masnada      | ITA    | Deceuninck-Quick-Step  | "                      |
| 09.   | Rui Costa           | POR    | UAE Team Emirates      | "                      |
| 10.   | Marc Soler          | ESP    | Movistar Team          | "                      |

| Platz | Fahrer          | Nation | Team                   | Zeit       |
| ----- | --------------- | ------ | ---------------------- | ---------- |
| 01.   | Rohan Dennis    | AUS    | Ineos Grenadiers       | 8:39:48 h  |
| 02.   | Patrick Bevin   | NZL    | Israel Start-Up Nation | + 0:08 min |
| 03.   | Geraint Thomas  | GBR    | Ineos Grenadiers       | + 0:09 min |
| 04.   | Richie Porte    | AUS    | Ineos Grenadiers       | "          |
| 05.   | Sonny Colbrelli | ITA    | Bahrain Victorious     | "          |
| 06.   | Marc Hirschi    | SUI    | UAE Team Emirates      | + 0:11 min |
| 07.   | Jesús Herrada   | ESP    | Cofidis                | + 0:14 min |
| 08.   | Mattia Cattaneo | ITA    | Deceuninck-Quick-Step  | + 0:15 min |
| 09.   | Wilco Kelderman | NED    | Bora-hansgrohe         | + 0:16 min |
| 10.   | Ilan Van Wilder | BEL    | Team DSM               | "          |

Etappe 3: Estavayer – Estavayer (168,7 km)
Die dritte Etappe startete und endete in Estavayer. Nach einer Bergwertung der 3. Kategorie und einem Zwischensprint stand ein Rundkurs auf dem Programm, der dreimal befahren werden musste. Pro Runde passierten die Fahrer zwei Bergwertungen der 3. Kategorie. Auf der letzten Runde wurde eine weitere Zwischensprintwertung abgenommen.
| Platz | Fahrer              | Nation | Team                | Zeit                   |
| ----- | ------------------- | ------ | ------------------- | ---------------------- |
| 01.   | Marc Soler          | ESP    | Movistar Team       | 3:58:35 h (42,43 km/h) |
| 02.   | Magnus Cort Nielsen | DEN    | EF Edukation-Nippo  | + 0:22 min             |
| 03.   | Peter Sagan         | SVK    | Bora-hansgrohe      | "                      |
| 04.   | Sonny Colbrelli     | ITA    | Bahrain Victorious  | "                      |
| 05.   | Gorka Izagirre      | ESP    | Astana-Premier Tech | "                      |
| 06.   | Diego Ulissi        | ITA    | UAE Team Emirates   | "                      |
| 07.   | Ilan Van Wilder     | BEL    | Team DSM            | "                      |
| 08.   | Sepp Kuss           | USA    | Jumbo-Visma         | "                      |
| 09.   | Ion Izagirre        | ESP    | Astana-Premier Tech | "                      |
| 10.   | Rui Costa           | POR    | UAE Team Emirates   | "                      |

| Platz | Fahrer          | Nation | Team                  | Zeit       |
| ----- | --------------- | ------ | --------------------- | ---------- |
| 01.   | Marc Soler      | ESP    | Movistar Team         | 12:38:40 h |
| 02.   | Geraint Thomas  | GBR    | Ineos Grenadiers      | + 0:14 min |
| 03.   | Richie Porte    | AUS    | Ineos Grenadiers      | "          |
| 04.   | Sonny Colbrelli | ITA    | Bahrain Victorious    | "          |
| 05.   | Marc Hirschi    | SUI    | UAE Team Emirates     | + 0:16 min |
| 06.   | Mattia Cattaneo | ITA    | Deceuninck-Quick-Step | + 0:20 min |
| 07.   | Wilco Kelderman | NED    | Bora-hansgrohe        | + 0:21 min |
| 08.   | Ilan Van Wilder | BEL    | Team DSM              | "          |
| 09.   | Sepp Kuss       | USA    | Jumbo-Visma           | "          |
| 10.   | Rui Costa       | POR    | UAE Team Emirates     | + 0:24 min |

Etappe 4: Sion – Thyon 2000 (161,3 km)
Die fünfte Etappe startete in Sion (Sitten) und endete mit einer Bergankunft in dem Skigebiet Thyon auf einer Höhe von 2090 m Seehöhe (1. Kategorie). Neben zwei Zwischensprints und zwei Bergwertungen der 3. Kategorie standen mit den Anstiegen nach Anzère (1542 m) und Suen (1430 m) zwei weitere Bergwertungen der 1. Kategorie auf dem Programm.
| Platz | Fahrer          | Nation | Team                   | Zeit                   |
| ----- | --------------- | ------ | ---------------------- | ---------------------- |
| 01.   | Michael Woods   | CAN    | Israel Start-Up Nation | 4:58:35 h (32,41 km/h) |
| 02.   | Ben O’Connor    | AUS    | AG2R Citroën Team      | "                      |
| 03.   | Geraint Thomas  | GBR    | Ineos Grenadiers       | + 0:17 min             |
| 04.   | Lucas Hamilton  | AUS    | Team BikeExchange      | + 0:28 min             |
| 05.   | Fausto Masnada  | ITA    | Deceuninck-Quick-Step  | "                      |
| 06.   | Richie Porte    | AUS    | Ineos Grenadiers       | "                      |
| 07.   | Ion Izagirre    | ESP    | Astana-Premier Tech    | "                      |
| 08.   | Damiano Caruso  | ITA    | Bahrain Victorious     | "                      |
| 09.   | Marc Soler      | ESP    | Movistar Team          | "                      |
| 10.   | Thymen Arensman | NED    | Team DSM               | "                      |

| Platz | Fahrer          | Nation | Team                   | Zeit       |
| ----- | --------------- | ------ | ---------------------- | ---------- |
| 01.   | Michael Woods   | CAN    | Israel Start-Up Nation | 17:37:35 h |
| 02.   | Geraint Thomas  | GBR    | Ineos Grenadiers       | + 0:11 min |
| 03.   | Ben O’Connor    | AUS    | AG2R Citroën Team      | + 0:21 min |
| 04.   | Marc Soler      | ESP    | Movistar Team          | + 0:33 min |
| 05.   | Richie Porte    | AUS    | Ineos Grenadiers       | + 0:36 min |
| 06.   | Fausto Masnada  | ITA    | Deceuninck-Quick-Step  | + 0:45 min |
| 07.   | Ion Izagirre    | ESP    | Astana-Premier Tech    | + 0:48 min |
| 08.   | Lucas Hamilton  | AUS    | Team BikeExchange      | + 0:49 min |
| 09.   | Damiano Caruso  | ITA    | Bahrain Victorious     | + 1:04 min |
| 10.   | Wilco Kelderman | NED    | Bora-hansgrohe         | + 1:58 min |

Etappe 5: Fribourg – Fribourg (19,2 km)
Die fünfte und letzte Etappe wurde als Zeitfahren in der Stadt Fribourg ausgetragen. Nach dem Start ging es zunächst bergab. Anschließend stand ein kurzer Kopfsteinpflasteranstieg auf dem Programm. Das wellige Zeitfahren endete in der Nähe der Kathedrale St. Nikolaus.
| Platz | Fahrer           | Nation | Team                  | Zeit                   |
| ----- | ---------------- | ------ | --------------------- | ---------------------- |
| 01.   | Rémi Cavagna     | FRA    | Deceuninck-Quick-Step | 0:21:54 h (52,60 km/h) |
| 02.   | Stefan Bissegger | SUI    | EF Edukation-Nippo    | + 0:06 min             |
| 03.   | Geraint Thomas   | GBR    | Ineos Grenadiers      | + 0:17 min             |
| 04.   | Ilan Van Wilder  | BEL    | Team DSM              | + 0:18 min             |
| 05.   | Richie Porte     | AUS    | Ineos Grenadiers      | + 0:20 min             |
| 06.   | Fausto Masnada   | ITA    | Deceuninck-Quick-Step | + 0:21 min             |
| 07.   | Mattia Cattaneo  | ITA    | Deceuninck-Quick-Step | + 0:29 min             |
| 08.   | Marc Soler       | ESP    | Movistar Team         | + 0:34 min             |
| 09.   | Rohan Dennis     | AUS    | Ineos Grenadiers      | + 0:35 min             |
| 10.   | Filippo Ganna    | ITA    | Ineos Grenadiers      | + 0:37 min             |

| Platz | Fahrer          | Nation | Team                   | Zeit       |
| ----- | --------------- | ------ | ---------------------- | ---------- |
| 01.   | Geraint Thomas  | GBR    | Ineos Grenadiers       | 17:59:57 h |
| 02.   | Richie Porte    | AUS    | Ineos Grenadiers       | + 0:28 min |
| 03.   | Fausto Masnada  | ITA    | Deceuninck-Quick-Step  | + 0:38 min |
| 04.   | Marc Soler      | ESP    | Movistar Team          | + 0:39 min |
| 05.   | Michael Woods   | CAN    | Israel Start-Up Nation | + 0:43 min |
| 06.   | Ben O’Connor    | AUS    | AG2R Citroën Team      | + 0:45 min |
| 07.   | Ion Izagirre    | ESP    | Astana-Premier Tech    | + 1:08 min |
| 08.   | Lucas Hamilton  | AUS    | Team BikeExchange      | + 1:22 min |
| 09.   | Damiano Caruso  | ITA    | Bahrain Victorious     | + 1:30 min |
| 10.   | Wilco Kelderman | NED    | Bora-hansgrohe         | + 2:20 min |

## Wertungen im Verlauf
| Etappe          | Etappensieger   | Gesamtwertung  | Punktewertung   | Bergwertung    | Nachwuchswertung | Teamwertung       |
| --------------- | --------------- | -------------- | --------------- | -------------- | ---------------- | ----------------- |
| Prolog          | Rohan Dennis    | Rohan Dennis   | Rohan Dennis    | nicht vergeben | Stefan Bissegger | Ineos Grenadiers  |
| 1               | Peter Sagan     | Rohan Dennis   | Peter Sagan     | Joel Suter     | Marc Hirschi     | Ineos Grenadiers  |
| 2               | Sonny Colbrelli | Rohan Dennis   | Sonny Colbrelli | Joel Suter     | Marc Hirschi     | Ineos Grenadiers  |
| 3               | Marc Soler      | Marc Soler     | Sonny Colbrelli | Joel Suter     | Marc Hirschi     | UAE Team Emirates |
| 4               | Michael Woods   | Michael Woods  | Sonny Colbrelli | Kobe Goossens  | Thymen Arensman  | Ineos Grenadiers  |
| 5               | Rémi Cavagna    | Geraint Thomas | Sonny Colbrelli | Kobe Goossens  | Thymen Arensman  | Ineos Grenadiers  |
| Wertungssieger: | Wertungssieger: | Geraint Thomas | Sonny Colbrelli | Kobe Goossens  | Thymen Arensman  | Ineos Grenadiers  |